# Rubus orbifrons
Rubus orbifrons es una especie de planta del género Rubus, perteneciente a la familia Rosaceae.

## Taxonomía
Rubus orbifrons fue descrita por H. E. Weber en 2010.

## Distribución
Se encuentra en el territorio de Alemania.